# Квандт, Харальд
Харальд Квандт (Гаральд Квандт, нем. Harald Quandt; 1 ноября 1921 — 22 сентября 1967, Кунео) — немецкий промышленник, сын предпринимателя Гюнтера Квандта и Магды Геббельс, пасынок Йозефа Геббельса. После Второй мировой войны Харальд и его единокровный брат Херберт Квандт управляли индустриальной империей, которую оставил им их отец.

## Детство и жизнь в эпоху национал-социализма

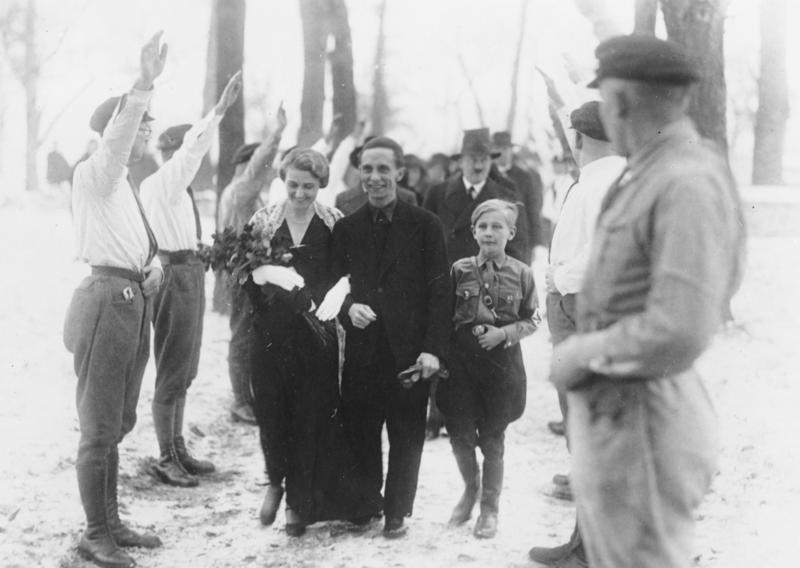
Харальд на свадьбе матери с Геббельсом в 1931 году

Харальд Квандт родился в Шарлоттенбурге в семье промышленника Гюнтера Квандта (1881—1954) и Магды Беренд Ричель. От предыдущего брака его отца у Харальда были старшие братья Хельмут (1908—1927) и Херберт (1910—1982). Его родители развелись в 1929, но при этом сохранили дружеские отношения. После развода Харальд остался жить с отцом, но когда его мать стала первой леди нацистской Германии, Харальд стал часто с ней видеться, а в 1934 году и вовсе переехал к Геббельсам. Живя у них, он часто удивлял окружающих тем, что поддерживал индийского националиста Субхаса Чандра Боса и его девиз «Дайте мне кровь, а я дам вам свободу».
В 1940 году Харальд добровольцем вступил в немецкие воздушно-десантные войска (которые структурно относились к люфтваффе). В мае 1941 года он принял участие в сражениях за Крит в составе сапёрного батальона парашютистов. Позже он воевал на Восточном фронте в СССР, а затем в Италии. Осенью 1943 года он был лейтенантом при штабе 1-й парашютной дивизии. В конце декабря 1943 года Квандт принял участие в семидневных боях при Ортоне (Италия). В феврале 1944 года находился в мюнхенском госпитале по болезни. Весной 1944 года Квандт снова воевал в качестве десантника, теперь уже в битве при Монте-Кассино. В начале сентября 1944 года он был тяжело ранен в боях в районе Болоньи и попал в плен к англичанам, был доставлен в лагерь для военнопленных (лагерь 305) в ливийском порту Бенгази. Освободившись из плена в 1947 году, Харальд Квандт стал единственным из детей Магды Геббельс, который пережил войну.

## После Второй мировой войны
Вернувшись в Германию, он сначала помог единокровному брату Херберту восстановить их семейные фирмы, затем в 1949—1953 годах изучал машиностроение в Ганновере и Штутгарте, где также было несколько фирм, принадлежавших его семье.
Его отец умер в 1954 году, оставив братьям Херберту и Харальду в наследство свою индустриальную империю, благодаря чему Харальд, несмотря на своё происхождение, стал одним из самых богатых жителей Западной Германии. К тому моменту империя Квандтов включала в себя более 200 компаний, начиная от текстильных фабрик и заканчивая фармацевтической компанией Altana AG. Ей принадлежали 10 % акций от Daimler-Benz и 30 % от BMW. Хотя Харальд с братом вдвоём управляли компаниями, Херберт больше сосредоточился на производстве автомобилей в VARTA, а Харальд в основном уделял внимание производству инструментов на IVKA. В частности, он был очень увлечён производившимися там амфикарами, и фактически именно его смерть стала причиной прекращения их выпуска.
В начале 1950-х годов Харальд женился на дочери адвоката Инге Бандеков (1928—1978). За 17 лет брака у них родилось пять дочерей: Катарина Геллер (1951), Габриэла Квандт-Лангеншайдт (1952), Аннет Мэй-Тайс (1954), Колин-Беттина Розенблат-Мо (1962) и Патриция Хальтерман (1967—2005). В 1967 году Харальд Квандт погиб в авиакатастрофе в Италии недалеко от Кунео. После войны и вплоть до смерти он ни разу не давал интервью о своей матери и отчиме.
Дочка Колин-Беттина, пройдя ортодоксальный гиюр, вышла замуж за еврея, с которым живёт в Гамбурге, а их сын по имени Хаим (на иврите — жизнь) переехал в Израиль, где стал кадровым военным.